# Infor
A Infor é uma empresa multinacional de software corporativo, sediada na Nova Iorque, Estados Unidos. Infor concentra-se em aplicativos de negócios para organizações entregues por meio da computação em nuvem como um serviço. Originalmente focado em software que varia de sistemas financeiros e planejamento de recursos empresariais (ERP) a cadeia de suprimentos e gerenciamento de relacionamento com clientes, em 2010, a Infor começou a se concentrar em software para nichos da indústria, e também design de software fácil de usar. A Infor implanta seus aplicativos em nuvem através do Amazon Web Services várias plataformas de software de código aberto.
A Infor adquiriu mais de quarenta outras empresas de software desde a sua fundação em 2002 como Agilysis, por exemplo, adquirindo o GEAC ERP por um bilhão de dólares, Lawson Software por dois bilhões de dólares, e GT Nexus por 675 milhões de dólares. Infor tinha cerca de 58 milhões de usuários de nuvem em julho de 2016, além de cerca de 90.000 clientes corporativos em geral. Infor atua em 200 países e territórios, com cerca de 15.000 funcionários. Os clientes da Infor incluem Bausch & Lomb, Ferrari, Heineken, Wyndham Hotels, Hershey Entertainment and Resorts, Boskalis, EBSCO, Legacy Health e Best Western International.

## História

### Fundações e aquisições antecipadas (2002–2009)
A Infor foi fundada em junho de 2002 sob o nome Agilsys em Malvern, Pensilvânia. Com 1.300 clientes para iniciar foco no software corporativo, a empresa foi construída através de uma série de aquisições lideradas pelos patrocinadores de private equity Golden Gate Capital e Summit Partners. Em dezembro de 2002, a Agilisys International adquiriu a Brain AG, seguida pela aquisição do Future Three no seguinte mês de junho. Agilisys mudou sua sede para Alpharetta, na região metropolitana de Atlanta, e em fevereiro de 2004 adquiriu a Infor Business Solutions, uma empresa alemã sediada em Friedrichsthal (Sarre), Alemanha. Daly.commerce foi adquirido pela Agilisys no início de 2004. Em setembro de 2004, a Agilisys mudou seu nome para Infor Global Solutions. Em 20 de outubro de 2004, a Infor anunciou a aquisição da Lilly Software Associates e de seu conjunto de produtos VISUAL Enterprise (agora denominado VISUAL ERP).
Em fevereiro de 2005, a Infor adquiriu a MAPICS por cerca de 347 milhões de dólares, e posteriormente adquiriu o GEAC ERP em 2006 por um bilhão de dólares. Depois que um processo movido em maio de 2006 tentou interromper a fusão da SSA Global com a Infor, a menos que certas demandas dos acionistas fossem atendidas, Infor posteriormente concluiu a compra e integrou a empresa. O impulso inicial para aquisições da Golden Gate resultou na Infor com 17.500 clientes até o verão de 2006. Também naquele ano, a Infor começou a reescrever aplicativos específicos do setor em provedores de aplicativos baseados em .NET e Java atualizados. Em junho de 2009, a Infor adquiriu a SoftBrands (hotelaria, spa e entretenimento, porque em 14 de agosto de 2006, a Softbrands Inc. adquiriu a MAI Systems Corporation juntamente com o sistema de gerenciamento de propriedades LodgingTouch de suas informações sobre hotéis. Departamento de Sistemas) por 80 milhões de dólares.

### Nova gestão e mudança (2010-2013)
Após várias aquisições, em outubro de 2010, o conselho de administração da Infor contratou uma nova equipe de gerenciamento composta por quatro executivos seniores da Oracle Corporation, todos os quatro que ingressaram na Infor no mesmo dia. Charles Phillips foi nomeado CEO, Pam Murphy foi nomeada Chief Operating Officer (COO) e Duncan Angove e Stephan Scholl se tornaram co-presidentes. Phillips estabeleceu uma nova direção estratégica como CEO. Para ganhar participação de mercado na Oracle e SAP, a Infor também se concentrou em fornecer aplicativos com interfaces amigáveis, enquanto continuava a reescrever aplicativos em novo código. A empresa adquiriu a rival ERP da Lawson Software por dois bilhões de dólares em 2011. Infor lançou sua linha de produtos Infor10 em setembro de 2011. Dentro dos produtos, estavam o pacote de middleware ION e uma nova interface de usuário.
No verão de 2012, a Infor mudou sua sede de Alpharetta, Geórgia para Nova Iorque, citando a disponibilidade de engenheiros e designers no "Silicon Alley" investimento no setor educacional de tecnologia por um consórcio de universidades, e a proximidade com os clientes. Com várias centenas de funcionários restantes na Geórgia, os novos escritórios "estilo loft" da Infor na 641 Avenue das Américas em Manhattan foram projetados com a intenção de promover "colaboração e transparência". Infor adquiriu o Groupe Laurier CIM em agosto de 2012. Em 4 de dezembro de 2012, a Infor anunciou a aquisição da Orbis Global, que usava um software como modelo de serviço para seu software de gerenciamento de recursos de marketing. A Infor integrou a tecnologia da Orbis Global em seu próprio conjunto de produtos para a experiência do cliente.

### Foco "micro-vertical" e giro para a nuvem (2013-2014)
Após as mudanças no gerenciamento de 2010, Infor começou a se especializar em "micro-verticais", com a finalidade de criar seu software para atender às necessidades dos clientes em nichos de mercado. Argumentando que empresas semelhantes têm necessidades semelhantes de software CEO Phillips explicou em janeiro de 2012 que a indústria de alimentos e bebidas, por exemplo, é composta de "micro verticais" menores, como padeiros, açougues e cervejarias, cada uma das quais tem necessidades únicas. Em contraste com muitos de seus concorrentes, a Infor projeta software com a intenção de que as empresas possam usar os programas imediatamente, sem consulta ou personalização. A partir de 2013, a Infor continuou a refazer aplicativos específicos do setor, de linguagens de software antigas para linguagens de programação .Net e Java mais amplamente usadas. Em 2 de abril de 2013, a Infor anunciou a aquisição da CERTPOINT Systems, uma empresa de tecnologias de aprendizado de software como serviço. Em 16 de maio de 2013, Infor adquiriu a TDCI, Inc., e no final de 2013, a Infor havia lançado 300 novos produtos e contratado 1.500 novos engenheiros desde 2010. Entre outras empresas, a Infor adquiriu a PeopleAnswers em janeiro de 2014. avanços na computação em nuvem permitiram à Infor integrar aplicativos em suítes para setores específicos e vendê-los como um serviço. Infor estreou seu produto Infor CloudSuite, entregue exclusivamente através da Amazon Web Services (AWS), em 2014. CloudSuite foi projetado para integrar soluções de software destinadas a indústrias "micro-verticais". Infor também formou parcerias com a Red Hat e o EnterpriseDB para oferecer uma pilha PostgreSQL de código aberto naquele ano e o lucro líquido da Infor em 2014 foi de 121,7 milhões de dólares.

### Aquisição da GT Nexus (2015–2016)
A empresa registrou um aumento de cerca de 300% nas reservas de serviços em 2015, com um aumento de receita naquele ano de cerca de 60%. Os novos clientes daquele ano incluíram Wyndham Hotels, Ferrari, Agência de Transporte Municipal de São Francisco, Hershey Entertainment and Resorts, Boskalis, EBSCO, Legacy Health, Best Western International e Kaman Industrial Technologies, entre outros. Em julho de 2015, a Infor tinha cerca de 45 milhões de usuários inscritos para usar seu software de computação em nuvem.
Em 11 de agosto de 2015, a Infor anunciou sua próxima aquisição do GT Nexus por 675 milhões de dólares. Naquela época, o GT Nexus era a maior plataforma de comércio global baseada em nuvem do mundo, com clientes como Nike Inc., Adidas AG, Home Depot Inc. e Procter & Gamble, e muitos outros. prestadores de serviços globais de transporte e logística de frete e cem bilhões de dólares em comércio de bens diretos realizados anualmente a partir de sua rede. Explicou a Bloomberg, a tecnologia adquirida permite que os clientes da Infor "deixem intactos os elaborados sistemas de gerenciamento de negócios que são executados na sede, enquanto fornecem às plantas desses clientes programas especializados pelo setor e entregues via computação em nuvem". Infor adquiriu o Predictix em julho de 2016 quando a Infor relatou que tinha "mais de 58 milhões de usuários" na "nuvem Infor". Ativo em 200 países e territórios, com cerca de 15 mil funcionários, Infor é atualmente o terceiro maior fornecedor de tecnologia empresarial do mundo.

### Investimento por Koch Industries (2017)
Em fevereiro de 2017, a Koch Equity Development LLC investiu 2,68 bilhões de dólares na Infor, para uma participação acionária de 66,67% na empresa. A Infor está avaliada em dez bilhões de dólares e possui uma dívida de seis bilhões de dólares, a maioria dos quais é negociada publicamente.[carece de fontes?]

### Nova atualização de gerenciamento a partir de agosto de 2019 (2019)
Em 21 de agosto de 2019, ocorreram grandes mudanças na liderança. Charles Phillips avaliou-se como Presidente do Conselho de Administração da INFOR e Nomeadas Kevin Samuelson, que tem servido como CFO da Infor, foi nomeado Chief Executive Officer. Outra atualização nas mudanças de liderança são:
- Soma Somasundaram, que está na empresa há mais de duas décadas, assumirá o recém-criado cargo de Presidente de Produtos, além de manter seu cargo atual como CTO.
- Jay Hopkins foi promovido de Chief Accounting Officer para CFO.
- Cormac Watters foi promovido a Gerente Geral, Chefe de Mercados Internacionais.
- Rod Johnson foi promovido a Gerente Geral, Chefe das Américas.

## Software
Desde que o CEO Charles Phillips ingressou na Infor em 2010, a empresa se concentrou na criação de aplicativos que resultam em uma experiência positiva para o usuário, entre outros fatores, como eficiência. Infor implanta seus aplicativos principalmente na nuvem Amazon Web Services e nas plataformas de código aberto.
| Linhas de software principais desenvolvidas pela Infor | Linhas de software principais desenvolvidas pela Infor | Linhas de software principais desenvolvidas pela Infor |
| Nome                                                   | Tipo                                                   | Descrição |
| ------------------------------------------------------ | ------------------------------------------------------ | --- |
| Infor ION                                              | Plataforma de integração                               | Lançado em 2011, Intelligent Open Network (ION) da Infor é uma plataforma de integração baseada em XML. É descrito como " middleware" projetado para ajudar os clientes da Infor a integrar seus sistemas de planejamento de recursos empresariais da Infor com outros produtos da Infor, por exemplo, os produtos de mídia móvel e social da Infor, Motion e Mingle. ION também é um componente do Business Vault, a ferramenta de análise baseada em Windows da Infor.                                                                                          |
| Infor Xi                                               | Linha de produto                                       | O Infor Xi refere-se "às versões mais recentes das ofertas de estreia da Infor", com experiências de usuário projetadas por profissionais de Nova Iorque para dar a todos os produtos da Infor uma sensação coesa, além de melhorar a eficiência e a integração entre os produtos. A primeira versão do Infor Xi estreou em 2014, na conferência de usuários do Inforum da Infor. Infor Xi é a plataforma tecnológica subjacente à nova versão dos aplicativos fornecidos pela Infor, agora conhecida como Infor CloudSuite Financials e Supply Chain Management. |
| Infor Mongoose                                         | Estrutura de desenvolvimento de aplicativos            | O Infor Mongoose é uma estrutura de desenvolvimento de aplicativos destinada a permitir que os clientes modifiquem seus aplicativos Infor. O programa foi escrito para que os usuários não precisem conhecer linguagens de programação ou um código fonte. Também pode ser usado para criar aplicativos, por exemplo, componentes simples da Web ou sistemas ERP mais complexos. |

## Programas e divisões

### Hook and Loop
A Infor criou a Hook and Loop em 2012 como uma agência criativa interna de escritores, designers, desenvolvedores e cineastas, com a intenção de projetar software fácil de usar e esteticamente agradável. A agência Hook & Loop foi criada na Nova Iorque com o objetivo inicial de criar uma nova interface do usuário para trabalhar em toda a linha de produtos Infor 10x. Com a revisão chamada "SoHo", o objetivo era estabelecer uma experiência de usuário "holística" com um design unificado. A agência foi fundada com cinco pessoas e, em 2014, tinha 80 funcionários.

### Infor Partner Network (IPN)
A Infor Partner Network (IPN) fornece serviços comerciais aos clientes que usam os produtos Infor. Em 2016, a Infor declarou que tinha 700 parceiros através do programa, sendo 125 na América do Norte. O programa apoia os membros da "Infor Partner Network" de várias maneiras, incluindo treinamento, certificação e fundos. produtos vendidos através da rede de parceiros incluem o Infor CloudSuite Industrial e o Infor CloudSuite Business. parceiros também vendem o Infor ION e a plataforma de colaboração social Infor Ming.le, bem como os produtos Infor ERP para distribuição e gerenciamento, por exemplo, programas como Infor SyteLine, Infor LN, Infor XA, Infor VISUAL, Infor M3, Infor Distribution SX.e, e Infor Distribution FACTS.
A Infor formou alianças com empresas como a HCL Technologies, em 2015.

### Dynamic Science Labs
O Infor Dynamic Science Labs é uma equipe de cientistas em Kendall Square, no campus do Massachusetts Institute of Technology (MIT), que estão construindo aplicativos usando análises preditivas e aprendizado de máquina. O fundador dessa equipe e o cientista chefe da Infor é o Dr. Ziad Nejmeldeen, PhD do MIT e especialista em ciências de dados. O Infor Xi, a plataforma da empresa para aplicativos corporativos, é desenvolvido pelo Dynamic Science Labs.

### Digital & Value Engineering
A organização de engenharia de valor da Infor ajuda os clientes a identificar, quantificar, realizar e medir o valor tangível dos negócios a partir do uso de soluções de tecnologia. O programa foi formalmente criado em 2013 por Riaz Raihan, SVP, que veio da SAP para o Infor. Em 2015, a equipe expandiu seu mandato para engenharia digital. A Infor Digital Engineering ajuda os clientes a criar e executar estratégias digitais que incluem IoT, análises avançadas, inteligência artificial, nuvem, dispositivos móveis, sociais e aprendizado de máquina.
O Programa de Aliança Educacional da Infor permite que estudantes de faculdades e universidades estagiem na empresa. Os estagiários são colocados em uma equipe do departamento Infor, com a oportunidade de alternar entre departamentos.

## Filantropia
Em 2013, a empresa foi reconhecida como ganhadora do prêmio ComputerWorld por seu trabalho com a Habitat for Humanity, em parceria com a organização para fornecer software a preços gratuitos ou reduzidos. Por meio do Habitat for Humanity, os funcionários da Infor também participam de um programa de criação de voluntários, campanha de doação de funcionários e construção anual da aldeia global. Infor também patrocina os eventos “Light the Night Walks” da Sociedade de Leucemia e Linfoma, realizados em anos como 2012. Infor também apoiou o United Negro College Fund (UNCF), financiando seu " Uma mente é uma coisa terrível a desperdiçar".

## Aquisições
| Número de aquisição | Empresa adquirida      | Data de aquisição      | Especialidade                               | País de origem | Custos de aquisição | Custos de aquisição | Custos de aquisição |
| ------------------- | ---------------------- | ---------------------- | ------------------------------------------- | -------------- | ------------------- | ------------------- | ------------------- |
| 25                  | Vivonet                | Setembro de 2018       | Soluções de hospitalidade                   | Canadá         |                     |                     |                     |
| 24                  | Birst                  | Setembro de 2017       | BI e Analytics                              |                | $                   | 68                  | .5m                 |
| 23                  | Ciber (Infor Practice) | Maio de 2017           | Consultando serviços                        |                | $                   | 15                  | .0m                 |
| 22                  | Accentia Middle East   | 22 de março de 2017    | Fornecedor regional de TI                   |                | $                   | 7                   | .7m                 |
| 21                  | Starmount              | 11 de julho de 2016    | Software de varejo                          |                | $                   | 62                  | .1m                 |
| 20                  | Predictix              | 28 de junho de 2016    | Software de varejo                          |                | $                   | 150                 | .0m                 |
| 19                  | Merit Consulting Group | 12 de maio de 2016     | Consultando serviços                        |                | $                   | 22                  | .1m                 |
| 18                  | GT Nexus               | 11 de agosto de 2015   | SCM                                         |                | $                   | 675                 | .0m                 |
| 17                  | SalesLogix             | 15 de agosto de 2014   | CRM                                         |                | $                   | 30                  | .1m                 |
| 16                  | Sistemas GRASP         | 29 de abril de 2014    | Gestão para Saúde                           |                |                     |                     |                     |
| 15                  | PessoasResponder       | 8 de janeiro de 2014   | Gestão de talentos                          | Estados Unidos | $                   | 200                 | .0m                 |
| 14                  | Orbis Global           | 4 de dezembro de 2012  | Gerenciamento de recursos de marketing      |                |                     |                     |                     |
| 13                  | Grupo Laurier          | 8 de agosto de 2012    | Consultando serviços                        |                |                     |                     |                     |
| 12                  | EasyRMS                | 14 de junho de 2012    | Gerenciamento de receita e rendimento       |                |                     |                     |                     |
| 11                  | ENXSUITE               | 19 de outubro de 2011  | EPM para energia, estufa e sustentabilidade | Canadá         |                     |                     |                     |
| 10                  | Lawson Software        | 11 de abril de 2011    | ERP                                         |                | $                   | 2.000               | .0m                 |
| 9                   | Bridgelogix            | 2 de junho de 2010     | Coleta de dados de código de barras         |                |                     |                     |                     |
| 8                   | SoftBrands             | 12 de junho de 2009    | Parte do Infor Hospitality Suite            |                | $                   | 80                  | .0m                 |
| 7                   | ShipLogix              | 11 de setembro de 2007 | Gerenciamento de transporte                 |                |                     |                     |                     |
| 6                   | Workbrain              | 23 de maio de 2007     | ESS para Gerenciamento de Força de Trabalho |                |                     |                     |                     |
| 5                   | SSA Global             | 15 de maio de 2006     | ERP                                         |                | $                   | 1.400               | .0m                 |
| 4                   | Sistemas de Formação   | 25 de agosto de 2005   | PLM                                         |                |                     |                     |                     |
| 3                   | Geac                   | 7 de novembro de 2005  | ERP                                         |                | $                   | 1.000               | .0m                 |
| 2                   | MAPICS                 | 1 de fevereiro de 2005 | ERP                                         |                |                     |                     |                     |
| 1                   | Tecnologia NxTrend     | 8 de junho de 2004     | SCM                                         |                |                     |                     |                     |

## Elogios
A Infor ganhou vários prêmios desde a sua fundação em 2002. A empresa recebeu vários prêmios SIIA CoDie, incluindo a melhor solução de TI para cuidados de saúde de 2014 e a melhor solução de negócios sociais. Em maio de 2015, o Suporte XTreme da Infor ganhou o Confirmit ACE (Achievement in Customer Excellence Award) pelo sétimo ano consecutivo. Em agosto de 2015, os produtos CloudSuite, Talent Science e Ming.le Mobile da Infor ganharam a People's Choice for Favorite New Products no Stevie Awards. Em 2016, a Plant Engineering nomeou as soluções EAM da Infor como "Produto do ano" nas categorias Gerenciamento de desempenho energético e Software de manutenção.